# ري لايف
ري لايف (باليابانية: リライフ، بالروماجي: Riraifu)
(بالإنجليزية: ReLIFE)‏ هي سلسلة مانغا يابانية من تأليف ورسم سو يايوي، نشرت على الأنترنت من قبل NHN Japan في مجلة Comico Japan، في 12 أكتوبر عام 2013 حتى 16 مارس عام 2018 تم تجميع فصول المانغا في 12 مجلد تانكوبون من قبل Earth Star Entertainment. أنتجت المانغا إلى مسلسل أنمي تلفزيوني من قبل استوديو طوكيو موفي شينشا، عرض الأنمي في 2 يوليو عام 2016 واستمر عرضه حتى 24 سبتمبر عام 2016، وتكون من 13 حلقة + 4 أوفا.

## القصة
تدور أحداث القصة عن أراتا كايزاكي البالغ من العمر 27 عامًا ، وهو مواطن عاطل عن العمل لعدة سنوات، يعمل فقط بدوام جزئي في متجر صغير، وفي أحد الأيام قدم له رجل غامض يدعى ريو يواكي فرصة عمل ولكن أولاً يحتاج إلى أن يصبح مختبِرًا لـ ري لايف وهي تجربة علمية تجعله يبدو أصغر بـ 10 سنوات وإعادة إرساله إلى المدرسة الثانوية كطالب. من المفترض أن توفر التجربة فرصة لتجربة الشباب مرة أخرى، وإصلاح كل ما هو خطأ في حياة الموضوع.

## الشخصيات
آراتا كايزاكي (باليابانية: 海崎 新太، بالروماجي: Kaizaki Arata)
مؤدي الصوت: كينشو أونو
تشيزورو هيشيرو (باليابانية: 日代 千鶴، بالروماجي: Hishiro Chizuru)
مؤدية الصوت: آي كايانو
ريو يواكي (باليابانية: 夜明 了، بالروماجي: Yoake Ryō)
مؤدي الصوت: ريوهيه كيمورا
رينا كاريو (باليابانية: 狩生 玲奈، بالروماجي: Kariu Rena)
مؤدية الصوت: هاروكا توماتسو
كازومي أوغا (باليابانية: 大神 和臣، بالروماجي: Ōga Kazuomi)
مؤدي الصوت: يوما أوتشيدا
آن أونويا (باليابانية: 小野屋 杏، بالروماجي: Onoya An)
مؤدية الصوت: رينا أويدا
هونوكا تاماراي (باليابانية: 玉来 ほのか، بالروماجي: Tamarai Honoka)
مؤدية الصوت:هيميكا أكانيا
أكيرا إينوكاي (باليابانية: 犬飼 暁، بالروماجي: Inukai Akira)
مؤدية الصوت: نورياكي سوغياما
نوبوناغا أساجي (باليابانية: 朝地 信長، بالروماجي: Asaji Nobunaga)
مؤدي الصوت: دايسكي ناميكاوا
كوكورو أماتسو (باليابانية: 天津 心، بالروماجي: Amatsu Kokoro)
مؤدية الصوت: ميوكي ساواشيرو
كوشي أوسا (باليابانية: 宇佐 浩史، بالروماجي: Usa Kōshi)
مؤدي الصوت: واتارو هاتانو
سوميري إينوكاي (باليابانية: 犬飼 すみれ، بالروماجي: Inukai Sumire)
مؤدي الصوت: ريوكو شيرايشي
ميتشيرو سايكي (باليابانية: 佐伯 みちる، بالروماجي: Saiki Michiru)
مؤدية الصوت: شيزوكا إيتو

## وصلات خارجية
- موقع الأنمي الرسمي باللغة اليابانية
- ري لايف على موقع ANN manga (الإنجليزية)